# Humanics Sanctuary and Sculpture Park

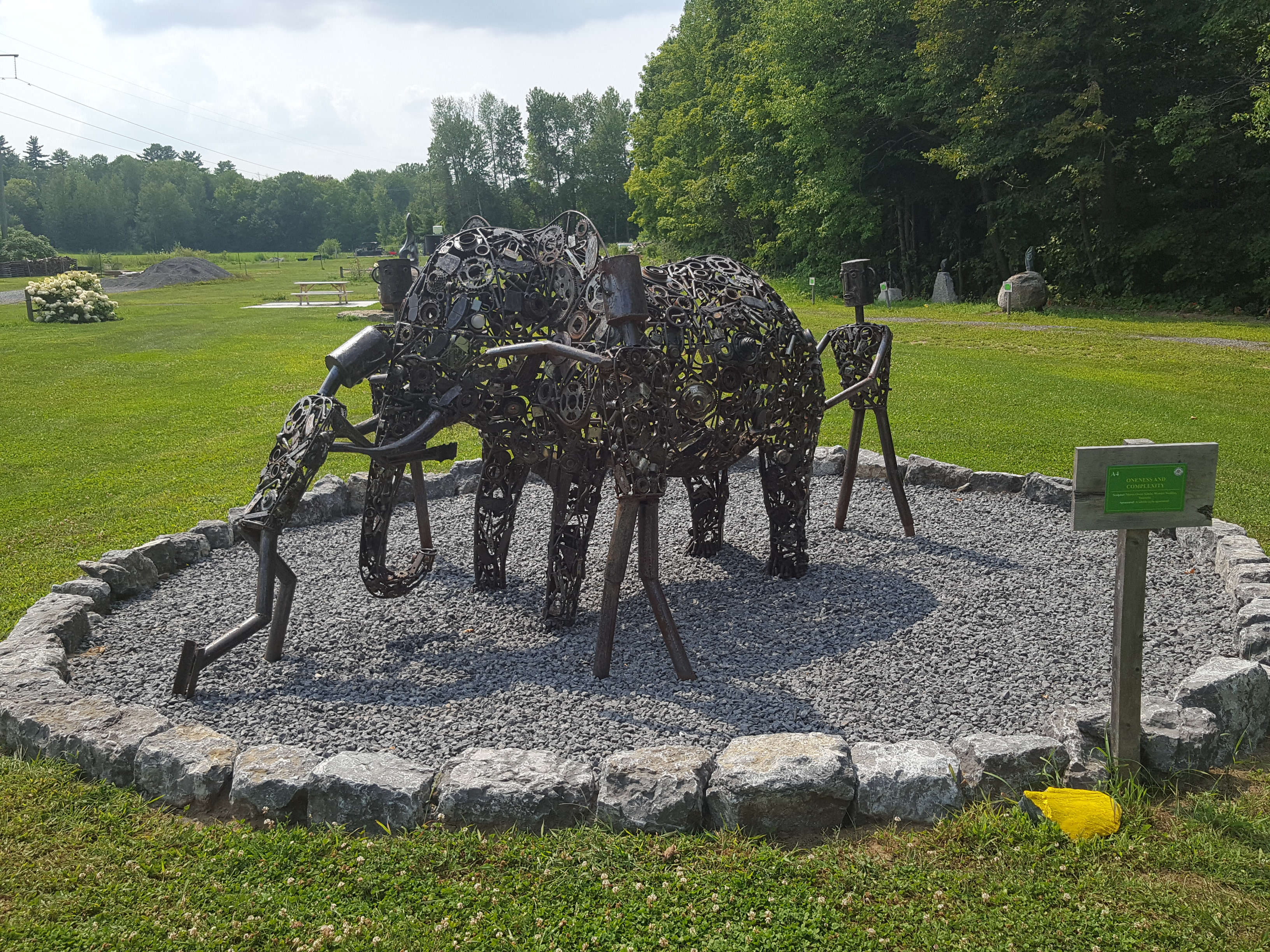
Einheit und Komplexität, eine Skulptur vor dem Besucherzentrum des Parks

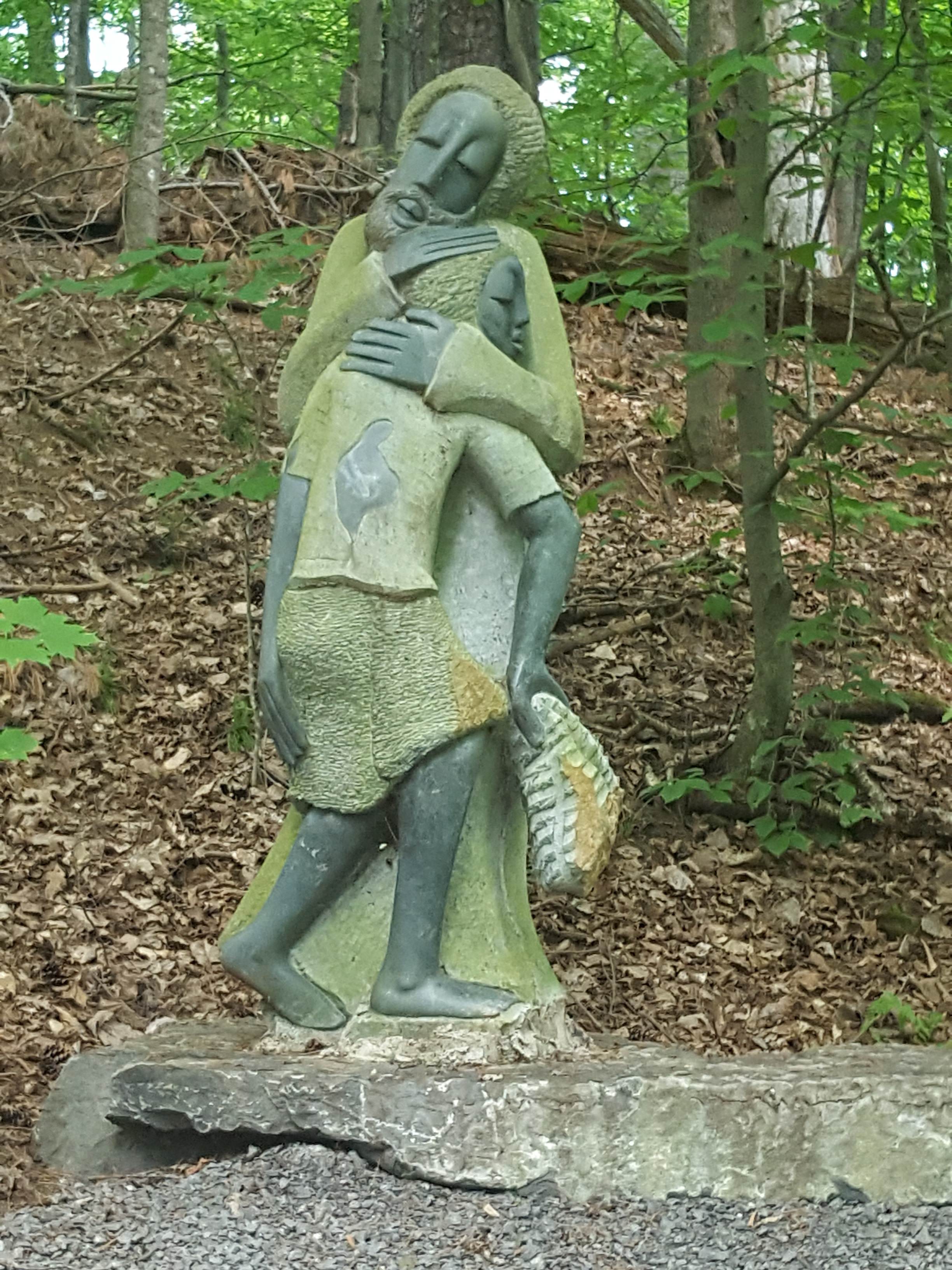
Rückkehr des verlorenen Sohnes (Zone „Christentum“)

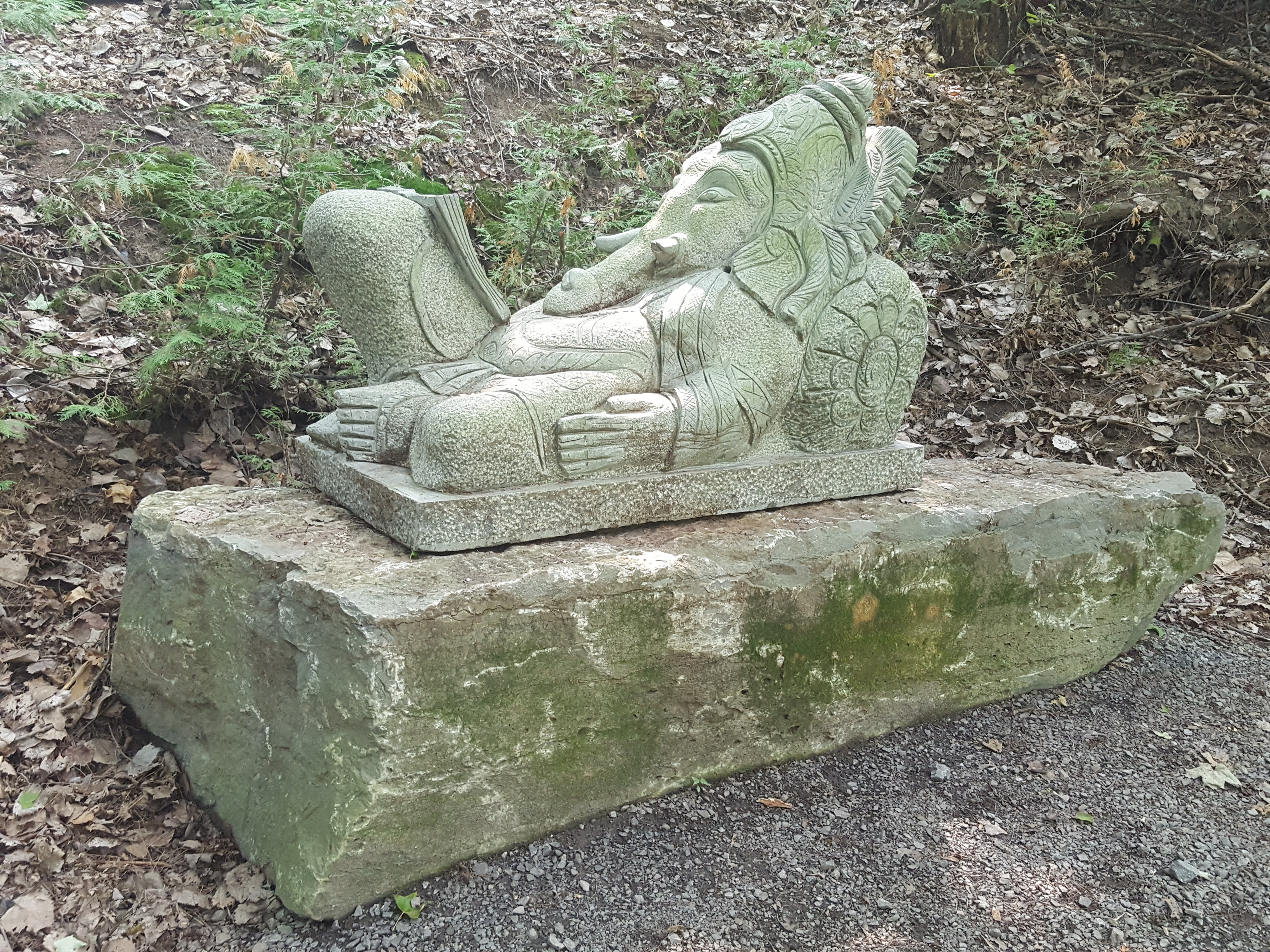
Ganesha, ein elefantenköpfiger Gott mit einem lingam-ähnlichen Rüssel (Zone „Hinduismus“)

Der Humanics Sanctuary and Sculpture Park ist ein Wahrzeichen in Kanadas Hauptstadt Ottawa.
Es ist ein privater Landschaftspark, der als öffentliche Attraktion geöffnet ist. Es enthält zahlreiche Skulpturen, die Kultfiguren, Ereignisse und abstrakte Konzepte der Religionen, Mythologien und ethischen Lehren aus allen Teilen der Welt darstellen.
Der Park ist eine gemeinnützige Organisation, die die Eintrittspreise auf einem sehr niedrigen Niveau hält.

## Geschichte
Eine Vorschau des Parks wurde im Juli 2016 der Öffentlichkeit präsentiert.
Der Park wurde im Juli 2017 von Dr. Ranjit Perera, der ein Grundstück in der Gemeinde Cumberland, Ontario (derzeit der östlichste Teil der Stadt Ottawa) gekauft hatte. Der Park befindet sich in der 3468 Old Montreal Road.
An der Einweihung nahmen Premierminister Justin Trudeau, die Premierministerin von Ontario, Caitlin Wynn, der Bürgermeister von Ottawa, Jim Watson, und andere Ehrengäste teil.
Der Park wird jedes Jahr um neue Skulpturen erweitert.

## Skulpturen
Derzeit umfasst der Park die folgenden Abschnitte:
- Zone A Einheit der Wirklichkeit
- Zone B Menschenwürde und Respekt
- Zone C Konnektivität
- Zone D Buddhismus
- Zone E Hinduismus
- Zone F Christentum
- Zone G Menschliche Verantwortung
- Zone H Konfuzianismus
- Zone I Judentum
- Zone J Spiritualität der Aborigines
- Zone K Zoroastrismus
- Zone L Daoismus und Shinto
- Zone M Jainismus
- Zone N Sikhismus
- Zone O Bahaitum
- Zone P Islam

Die Zonen H und K bis P befinden sich noch in der Entwicklung.
Einige der Skulpturen wurden von einheimischen oder afrikanischen Bildhauern geschaffen und nach Kanada transportiert.
Im Durchschnitt verbringen Besucher 1 bis 1,5 Stunden im Park.